# Poścień-Zamion
Poścień-Zamion – wieś sołecka w Polsce położona w województwie mazowieckim, w powiecie przasnyskim, w gminie Chorzele.
W latach 1975–1998 miejscowość administracyjnie należała do województwa ostrołęckiego.
Wierni Kościoła rzymskokatolickiego należą do parafii św. Mikołaja w Chorzelach.

## Galeria

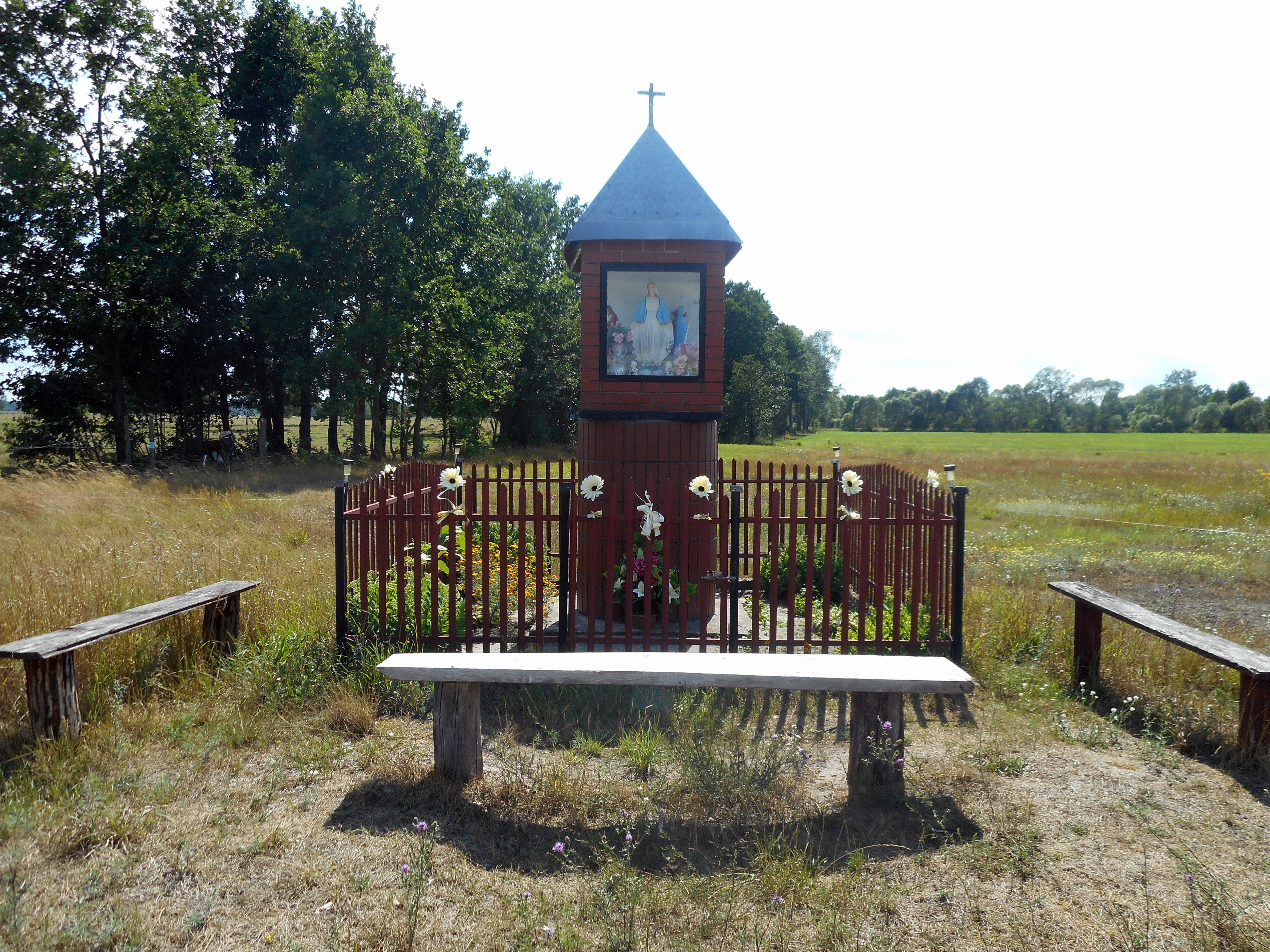
Kapliczka
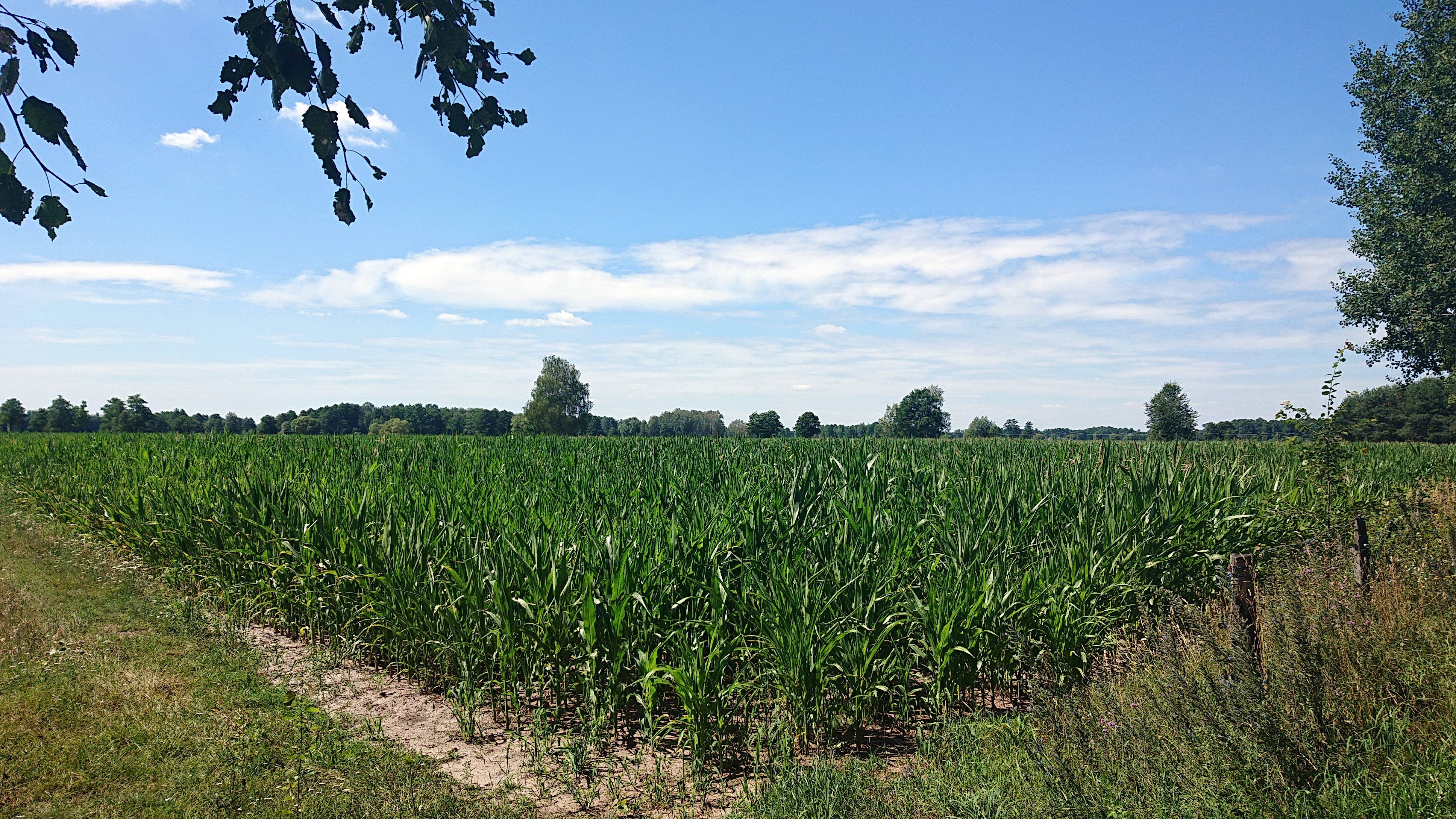
Uprawa kukurydzy
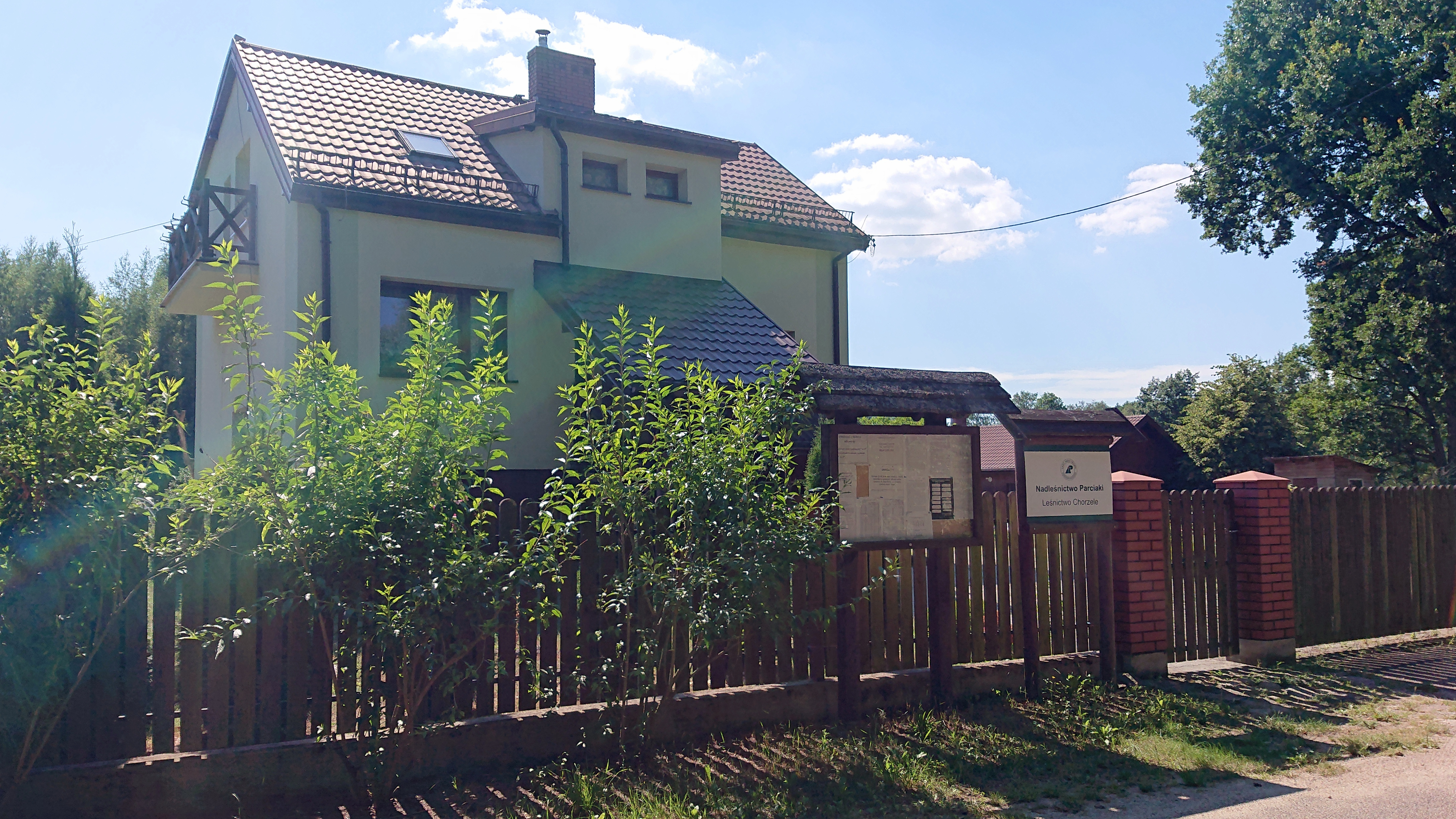
Siedziba Leśnictwa Chorzele
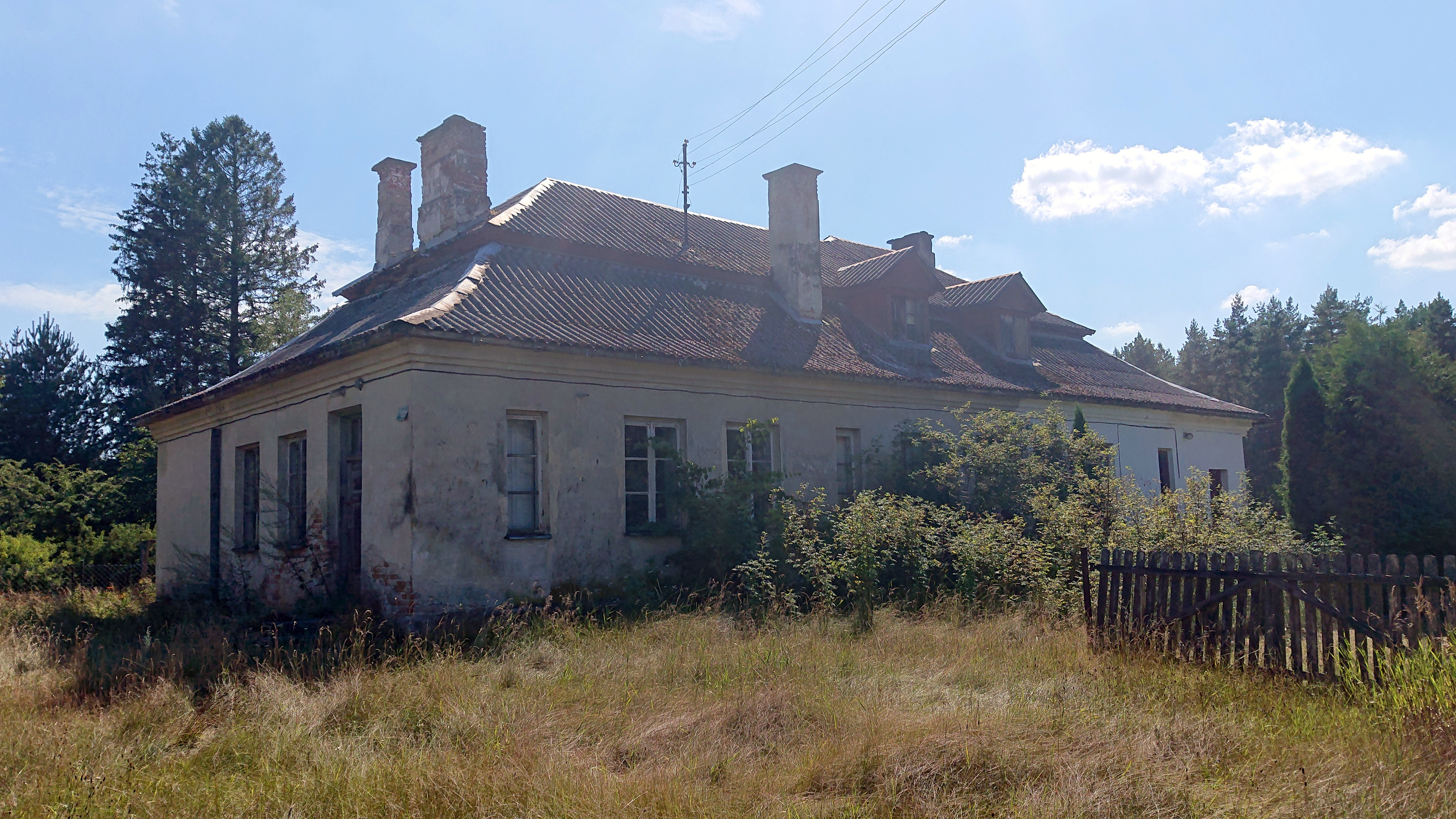
Leśniczówka Murowanka